# Бруснікіна Ольга Олександрівна
Ольга Олександрівна Бруснікіна (нар.. 9 листопада 1978 року в Москві, Російська РФСР, СРСР) — російська спортсменка, плавчиня, заслужений майстер спорту з синхронного плавання. Триразова олімпійська чемпіонка (Сідней-2000 — дует і група, Афіни-2004 — група), багаторазова чемпіонка світу та Європи. У дуеті довгі роки виступала з Марією Кисельовою.

## Біографія
Почала займатися синхронним плаванням в 14-річному віці, в 1993 році виграла юнацький чемпіонат світу. Випускниця Російського державного університету фізичної культури. Виступала за МДФСО «Динамо». У 2001 році була нагороджена орденом Пошани. Завершила спортивну кар'єру в 2004 році.
У 2009 році включена до Зали Слави світового плавання.
14 липня 2006 року народила сина, якого назвали Іллею.
Нині — член Ради при Президентові РФ з фізичної культури і спорту, член Виконкому Олімпійського комітету Росії . Голова Комісії атлетів при ОКР . Влітку 2009 року спробувала себе суддею на змаганнях із синхронного плавання.
Має військове звання — капітан Федеральної прикордонної служби.

## Нагороди
- Орден Пошани (19 квітня 2001) — за великий внесок у розвиток фізичної культури і спорту, високі спортивні досягнення на Іграх XXVII Олімпіади 2000 року в Сіднеї[6]